# Montdragon
Montdragon (en francès Montdragon) és un municipi francès situat al departament del Tarn i a la regió d'Occitània.

## Geografia

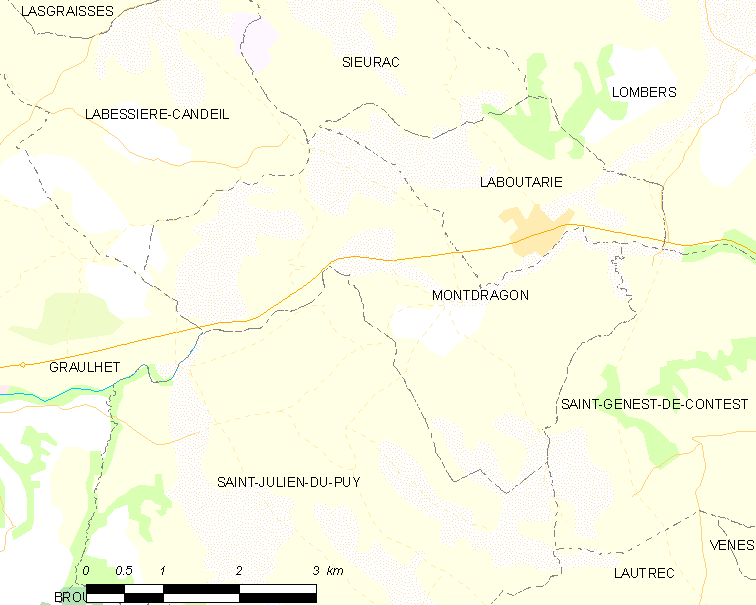
Mapa de la comuna de Montdragon

## Administració i política

### Alcaldes
| Període | Identitat     | Partit |
| ------- | ------------- | ------ |
| 2001-   | Roger Dauzats |        |

## Demografia
| 1962                                       | 1968 | 1975 | 1982 | 1990 | 1999 | 2007 |
| ------------------------------------------ | ---- | ---- | ---- | ---- | ---- | ---- |
| 349                                        | 366  | 371  | 386  | 411  | 419  | 593  |
| Des de 1962: població sense dobles comptes |      |      |      |      |      |      |